# Scherzel (Fleisch)
Scherzel ist eine österreichische Bezeichnung für bestimmte Stücke beim Rindfleisch. Man unterscheidet weißes Scherzel (hinterster Teil), das gestutzte oder schwarze Scherzel (unterhalb des Schwanzstücks), Hüferscherzel (neben Beiried) und Beinscherzel (im oberen Teil des weißen Scherzel).
Darüber hinaus gibt es auch im Schulterbereich das Schulterscherzel. Es wird oft für das Gericht Tellerfleisch verwendet.